# Пьоджола
Пьоджола (фр. Pioggiola, корс. Pioghjola) — коммуна во Франции, находится в регионе Корсика. Департамент коммуны — Верхняя Корсика. Входит в состав кантона Бельгодер. Округ коммуны — Кальви.
Код INSEE коммуны — 2B235.

## Население
Население коммуны на 2008 год составляло 90 человек.
| 1962 | 1968 | 1975 | 1982 | 1990 | 1999 | 2008 |
| ---- | ---- | ---- | ---- | ---- | ---- | ---- |
| 47   | 83   | 79   | 34   | 49   | 69   | 90   |

## Экономика
В 2007 году среди 45 человек в трудоспособном возрасте (15—64 лет) 28 были экономически активными, 17 — неактивными (показатель активности — 62,2 %, в 1999 году было 61,9 %). Из 28 активных работали 24 человека (13 мужчин и 11 женщин), безработных было 4 (2 мужчины и 2 женщины). Среди 17 неактивных 8 человек были пенсионерами, 9 были неактивными по другим причинам.

## Фотогалерея

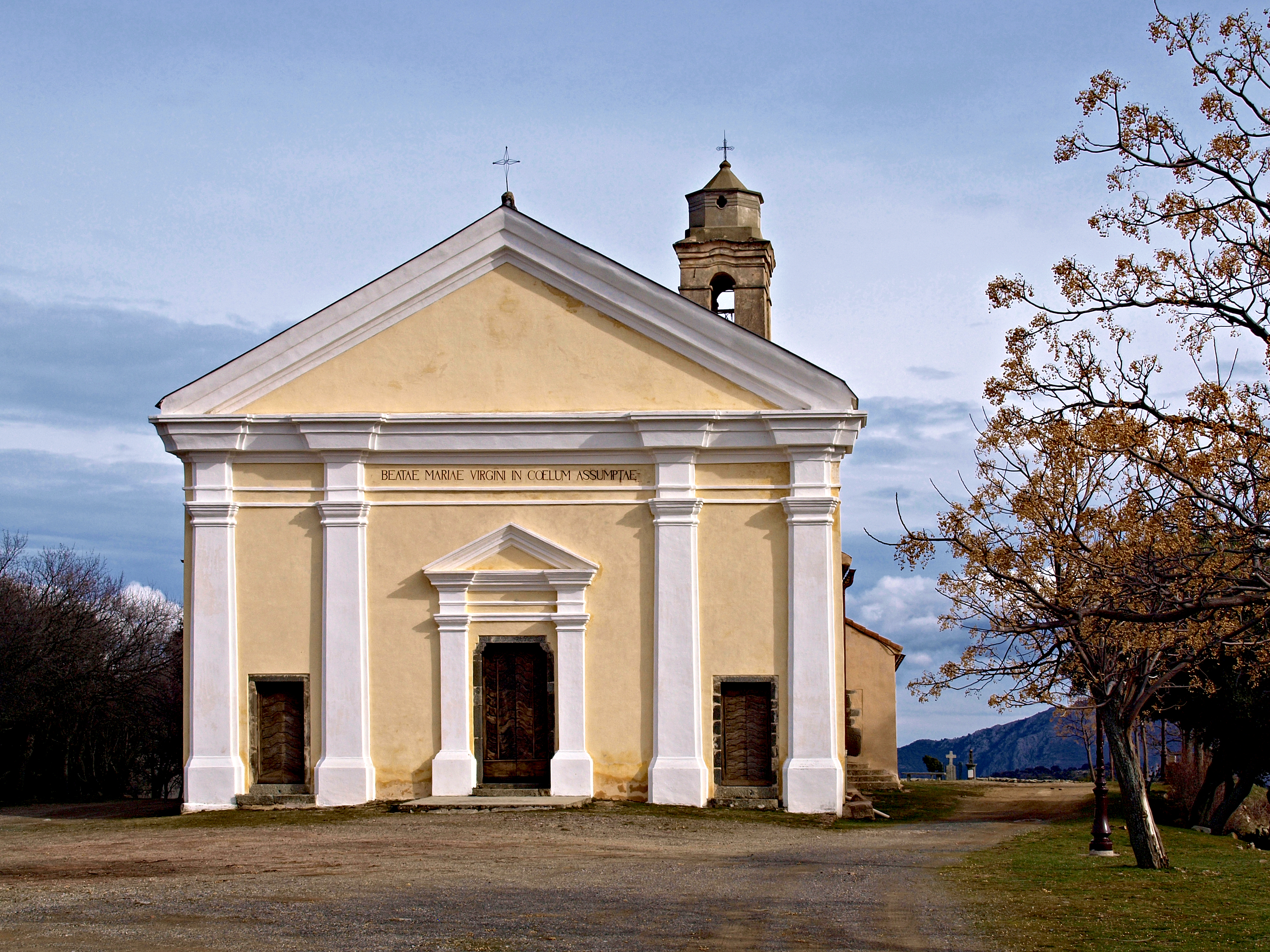
Церковь Санта-Мария Ассунта
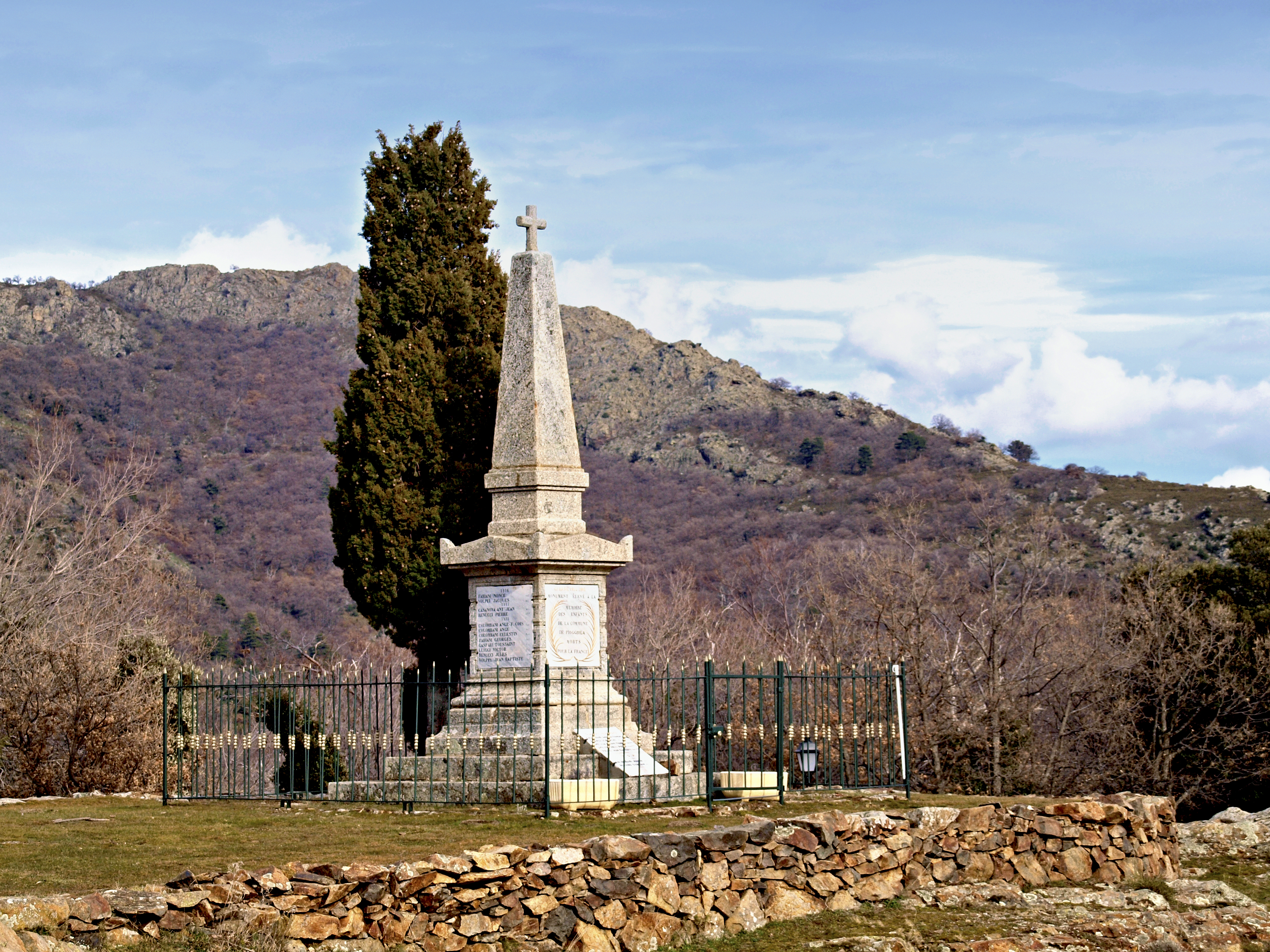
Памятник
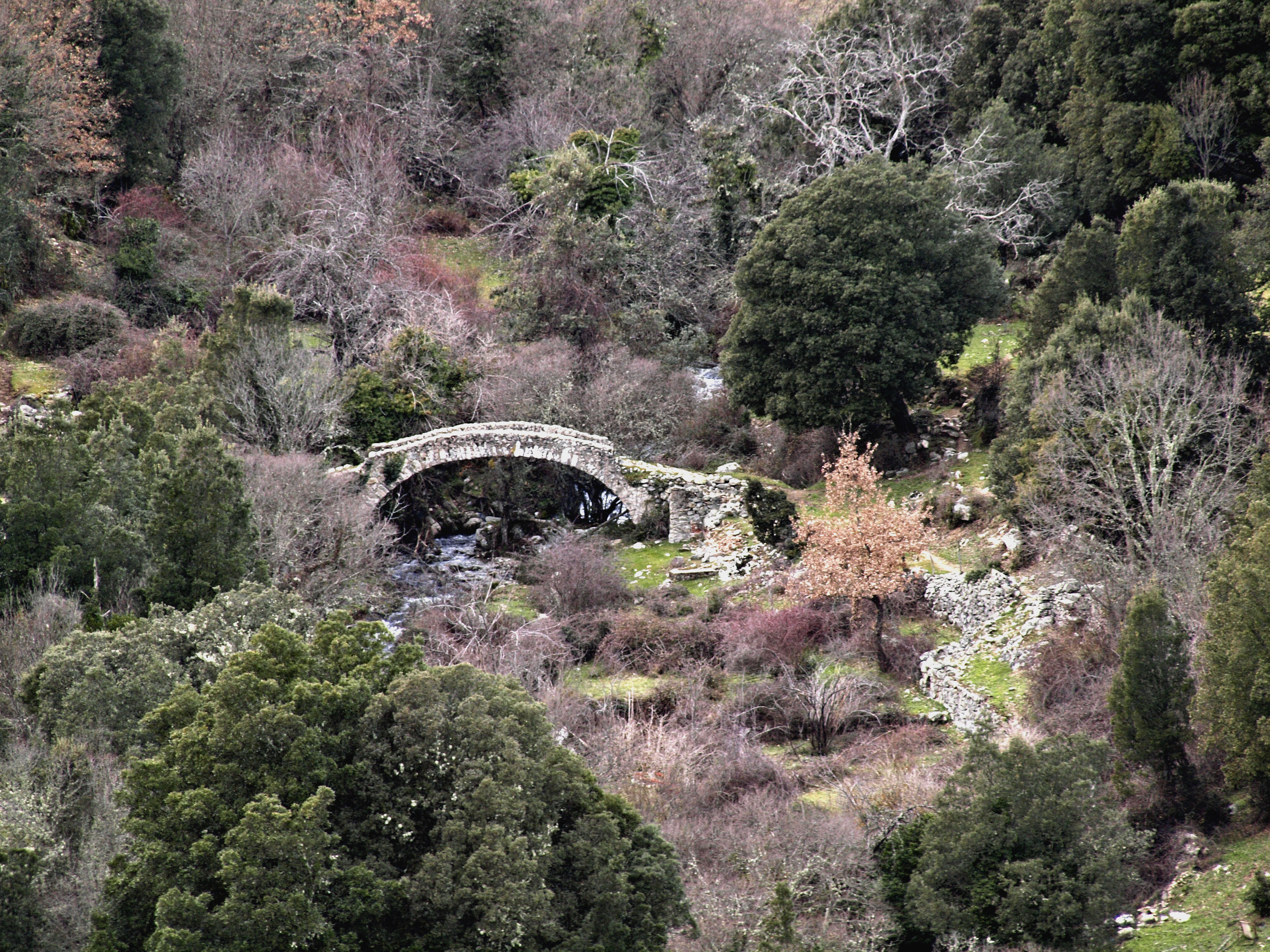
Генуэзский мост через ручей Forcili